# Svindlerne
|  | Denne artikel er oprettet af botten PalnaBot ud fra en ekstern database. Den kan derfor have sproglige fejl eller mangler. Denne skabelon kan fjernes efter kontrol af indholdet. |

Svindlerne er en film instrueret af Michael Dinesen.

## Handling
De tre unge fyre Casper, Jakob og Kristian er hinandens bedste venner. De er naboer, de er sammen om alt og ses dagligt. Deres venskab er i stor grad baseret på humor og ironi, og de er fælles om en stor interesse for damer, sex, fest og farver. De har også et alvorligt grundvilkår tilfælles. De lider alle tre af muskelsvind, og betegner sig selv som 'svindlere', der formår at få det bedste ud af livet og tusker sig til glæde, nærvær og sjov i et liv, hvor det ellers synes umuligt. De lever et liv spændt fast i en kørestol med apparater, der puster luft i deres skrøbelige kroppe.